# NGC 5727
NGC 5727 este o emission-line galaxy⁠(d) situată în constelația Boarul. A fost descoperită în 10 iunie 1882 de către Édouard Stephan⁠(d). Se află la o distanță de 43 de megaparseci de Pământ.